# Rugendorf
Rugendorf là một đô thị thuộc huyện Kulmbach bang Bayern nước Đức

## Các khu vực dân cư
Rugendorf is arranged in the following boroughs:
| - Eisenwind - Feldbuch - Kübelhof - Losau | - Poppenholz - Rugendorf - Zettlitz |